# Paolo Emilio Thaon di Revel
Pour les articles homonymes, voir Famille Thaon de Revel, Thaon (homonymie) et Revel.
Paolo Emilio Thaon di Revel, (Turin, 10 juin 1859 – Rome, 24 mars 1948) est un amiral de la Marine royale italienne (Regia Marina) pendant la Première Guerre mondiale et un homme politique italien.

## Biographie
Thaon di Revel est né à Turin le 10 juin 1859 d'une famille de la noblesse savoyarde et niçoise d'origine écossaise. Il est le troisième fils du marquis Ottavio Thaon di Revel et de Carolina de Clermont de Vars.
Il suit la formation d'officier à l'Accademia Navale di Livorno.
Il prend part à la guerre italo-turque, comme contre-amiral, commandant des croiseurs italiens à la bataille de Beyrouth.
Deux fois, il a servi comme chef d'état-major de marine pendant la Première Guerre mondiale. Il était favorable à l'action de bateaux plus petits, comme les MAS qui ont coulé le cuirassé autrichien SMS Szent István.
Après la déroute italienne à Caporetto, il obtint le commandement de la zone côtière Adriatique. Au cours des derniers jours de guerre, il a dirigé le bombardement de Durazzo et l'occupation rapide des côtes de l'Istrie et de Dalmatie.
Après la guerre, il est promu Grand-amiral (4 novembre 1924), anobli par le roi Victor-Emmanuel III il reçoit le titre de 1er Duca del Mare (« Duc de la mer »).
En 1917, il est nommé au Sénat italien. En octobre 1922, il est nommé ministre de la Marine et principal conseiller du roi Victor-Emmanuel III.
En 1925, il démissionne de son poste de ministre.
Après la chute du régime fasciste, il est élu président du Sénat italien de 1943 à 1944.
Franc-maçon, il fut membre de la Grande Loge d'Italie et membre actif du Suprême Conseil du 33e degré pour l'Italie et ses colonies du Rite écossais ancien et accepté (1921).
Thaon di Revel meurt à Rome le 24 mars 1948 et est enterré dans la basilique Santa Maria degli Angeli e dei Martiri, à côté du général Armando Diaz.

## Distinctions
- Chevalier grand-croix de l'ordre suprême de la Très Sainte Annonciade (1919)
- Chevalier grand-croix de l'ordre des Saints-Maurice-et-Lazare (1919)
- Chevalier grand-croix de l'ordre de la Couronne d'Italie (1919)
- Bailli grand-croix de l'ordre souverain de Malte (mai 1922)
- Chevalier grand-croix de l'ordre militaire de Savoie (1er juin 1919)
- Grand officier de l'ordre militaire de Savoie (29 décembre 1916)
- Croix du Mérite de guerre
- Médaille commémorative de la guerre italo-turque 1911-1912
- Médaille commémorative de la guerre italo-autrichienne 1915-1918
- Médaille commémorative de l'Unité italienne
- Médaille de la Victoire interalliée (Italie)
- Medaglia commemorativa per il terremoto calabro-siculo
- Medaglia di benemerenza per il terremoto calabro-siculo

## Hommages
- Un navire de guerre est nommé en son honneur, le patrouilleur hauturier Paolo Thaon di Revel, de la classe Thaon di Revel, lancé en 2019.

## Source
- (en)/(it) Cet article est partiellement ou en totalité issu des articles intitulés en anglais « Paolo Thaon di Revel » (voir la liste des auteurs) et en italien « Paolo Emilio Thaon di Revel » (voir la liste des auteurs).